# Tamania chardonii
Tamania chardonii là một loài thực vật có hoa trong họ Cúc. Loài này được (A.C.Sm.) Cuatrec. miêu tả khoa học đầu tiên năm 1976.